# Charles Cornwallis (diplomate)
Charles Cornwallis (mort en 1629) est un courtisan et diplomate anglais.

## Biographie
Il est le deuxième fils de Thomas Cornwallis, contrôleur de la maison de la reine Mary, qui est emprisonné par Elizabeth en 1570. Il est probablement né dans la maison paternelle de Brome Hall, Suffolk.
On ne sait rien de Cornwallis jusqu'au 11 juillet 1603, date à laquelle il est fait chevalier. En 1604, il est député de Norfolk. Au début de 1605, il est envoyé comme ambassadeur résident en Espagne. Il est actif dans la tentative de protéger les marchands anglais de l'Inquisition espagnole et fait pression sur le gouvernement pour les intérêts commerciaux anglais. Il est rappelé en septembre 1609, et son secrétaire, Francis Cotington, prend sa place à Madrid.
En 1610, il devient trésorier de la maison d'Henri, prince de Galles, résiste à la proposition de marier le prince à une fille du duc de Savoie, et assiste son maître pendant sa maladie mortelle de 1612. Il est candidat au poste de maître des pupilles la même année ; est l'un des quatre commissaires envoyés en Irlande le 11 septembre 1613 pour enquêter sur les griefs irlandais, et rapporte que l'Irlande n'a aucun motif sérieux de plainte.
En 1614, Cornwallis est soupçonné d'avoir attisé l'opposition parlementaire au roi. John Hoskins, qui s'est fait remarquer à la Chambre des communes d'Angleterre par sa dénonciation des institutions écossaises et écossaises, déclare lors de son arrestation qu'il est l'agent de Cornwallis. Cornwallis nie toute connaissance de Hoskins, mais admet qu'il a obtenu l'élection d'un autre député, et lui a fourni des notes pour un discours contre les récusants et les Écossais. Le conseil privé place Cornwallis en état d'arrestation en juin 1614, et il est emprisonné dans la Tour de Londres pendant un an, avec Hoskins et Leonel Sharp.
Cornwallis, qui vivait autrefois à Beeston St Andrew, Norfolk, ainsi que dans le Suffolk, se retire tard dans sa vie à Harborne, Staffordshire, où il meurt le 21 décembre 1629. Il est enterré à Londres à St Giles-in-the-Fields.

## Travaux
Cornwallis écrit :
- Un discours du plus illustre prince Henry, feu prince de Galles, écrit un. 1626, Londres, 1641 et 1644, 1738 et 1751 ; republié dans Somers Tracts (ii.), et dans le Harleian Miscellany (iv. )

Dans Collectanea Curiosa de John Gutch se trouvent deux articles de Cornwallis détaillant les négociations pour le mariage du prince Henry avec l'infante espagnole et la princesse savoyarde. Ralph Winwood est mémoriaux (ii. Et iii.) Et Edmund Sawyer l 'mémoriaux des Affaires d'Etat (1725) comprennent un grand nombre de lettres officielles de Cornwallis d'Espagne.

## Famille
Cornwallis se marie trois fois :
1. Elizabeth, fille de Thomas Farnham de Fincham, Norfolk.
2. Anne, (d. 1617), fille de Thomas Barrow, veuve de Ralph Skelton (d. 30 mars 1617) [2]
3. Dorothy (décédée le 29 avril 1619), fille de Richard Vaughan, évêque de Londres, et veuve de John Jegon, évêque de Norwich.

William Cornwallis est le fils de Charles par sa première femme.